# Estação de Lausana
A Estação de Lausana é a maior estação do Cantão de Vaud, Suíça, com mais de 650 comboios por dia.
A estação é a passagem obrigatória de todos os comboios em direcção de Genebra, na linha Genebra-Lausanne. Desde 1964 tem uma ligação por TGV com Paris via Vallonbe 

## História
No cantão de Vaud a primeira ligação ferroviária foi aberta em 1885 entre Yverdon-les-Bains e Bussigny pela companhia que se chamava Compagnie de l'Ouest-Suisse (OS), que em 1861  abre a linha Lausana - Villeneuve - Saint-Maurice  no Cantão do Valais.
Em 1908 é lançado um concurso para a sua reconstrução da estação, que havia sido edificada em 1856, que em razão da abertura em 1906 do Túnel do Simplon não correspondia às necessidades. Como exigências era necessário que fosse funcional, com fachada elegante mas não rica e construída com o material da região. A construção fez-se entre 1911-16 .

## Ligações
Conjunto de ligações TEE que passam pour Lausana
- Cisalpino : Paris- Gare de Lyon - Lausane - Milano Centrale
- Lemano : Genebra  - Lausane - Milano Centrale
- Rheingold :  directo Genève – Lausanne > Duisburg – Essen – Bochum – Dortmund

e todas as carreiras nacionais e regionais dos CFF que servem Lausanne